# Раздольный (Волгоградская область)
Раздольный — посёлок в составе Басакинского сельского поселения Чернышковского района Волгоградской области. На 2017 год в посёлке числилось 2 улицы: Камышовая, Степная.

## География
Находится в 31 км от посёлка городского типа Чернышковский и в 187 км от Волгограда. Высота центра селения над уровнем моря — 75 м.

## Население
| 2010 |
| ---- |
| 17   |